# Kniva
Kniva (gotsko 𐌺𐌽𐌹𐍅𐌰, Kniwa, latinsko Cniva), gotski kralj, * 3. stoletje, † verjetno 271.
Sredi 3. stoletja je napadel Rimsko cesarstvo. Leta 250 je osvojil Filipopolis (sedanji Plovdiv, Bolgarija) in v bitki pri Abritu ubil rimskega cesarja Decija in njegovega sina Herenija Etruska.  Decij je bil prvi rimski cesar, ubit v boju z barbari. Njegov naslednik Trebonijan Gal je s Knivo sklenil ponižujoč mirovni sporazum, po katerem so se Goti lahko vrnil v domovino z vsem plenom in ujetniki, cesarstvo pa se je obvezalo, da bo Gotom plačevalo letni mirovni davek. 

## Invazija v Mezijo
Kniva je leta 250 prečil Donavo in poslal oddelke Gotov in Sarmatov v rimsko Mezijo. Njegova znatna vojska je pritegnila pozornost cesarja Decija.
Zdi se, da je prva kolona Knivove  vojske s približno 20.000 vojaki pod poveljstvom Argaita in Gunterika neuspešno oblegala Marcianopol in se potem verjetno odpravila proti jugu in oblegala Filipopolis. Glavnina vojske pod Knivovim poveljstvom je prečkala Donavo pri Oesku in nato krenila proti vzhodu proti Novam, kjer jo je odbil provincijski guverner in kasnejši cesar Trebonijan Gal. Napadalci so se nato obrnili proti jugu, izropali Nikopolis ad Istrum, potem pa jih je Decij premagal, vendar ne odločilno.
Po teh začetnih zastojih so se barbari premaknili proti jugu preko gore Hemus (Stara planina), Decij pa jih je zasledoval, verjetno preko  prelaza Šipka, da bi rešil Filipopolis. Njegovo vojsko so med počitkom v Beroi/Augusta Traiana nepričakovano napadli Goti in jo v nadaljevanju  bitke porazili. Decij je bil prisiljen umakniti svojo vojsko na sever, s čimer je dal Knivi dovolj časa, da je opustošil Mezijo in poleti 251 končno zavzel Filipopolis, deloma s pomočjo mestnega  poveljnika, nekega Tita Julija Priska, ki se je razglasil za cesarja. Prisk se je vdal verjetno potem, ko je izvedel za rimski poraz v Beroi, in gotski obljubi, da bodo mestu prizanesli. Goti so ga po vdaji verjetno ubili. Napadalci so se po zmagi začeli z bogatim plenom in ujetniki vračati v domovino. Med ujetniki so bili tudi  takšni iz senatorskega ranga.
Plenjenje Filipopolisa je spodbudilo Decija, da je prestregel več skupin Gotov ter popravil in okrepil rimske utrdbe ob Donavi, da bi se uprl gotskim napadalcem.

## Bitka pri Abritu
Julija ali avgusta 251 se je rimska vojska pri Abritu spopadla s Knivovimi Skiti. Moč obeh vojsk ni znana, znano pa je, da je Kniva razdelil svojo vojsko v tri enote, od katerih je bil en del skrit za močvirjem. Zgleda, da je bil Kniva vešč taktik in da je zelo dobro poznal okoliški teren. Jordan in Avrelij Viktor trdita, da je Herenija Etruska že med začetnim spopadom ubila puščica in da je njegov oče po njegovi smrti nagovoril svoje vojake, da izguba enega vojaka, četudi sina, ni pomembna. Drugi viri navajajo, da je Herenij umrl skupaj s svojim očetom.

## Mirovni pogoji
Po porazu Rimljanov je novi cesar Trebonijan Gal dovolil Gotom odhod v domovino z vsem plenom in ujetniki in jim celo obljubil plačevanje mirovnega davka, da ne bi ponovno napadli cesarstva.

## Smrt
Leta 271 je cesar Avrelijan prepričljivo porazil Gote in ubil njihovega kralja Kenobauda. Iz podobnosti imen se sklepa, da je bil ubiti kralj Kniva.